# Associação dos Construtores da Fórmula 1
A FOCA, The Formula One Constructor´s Association' (em português Associação dos Construtores da Fórmula Um), é uma organização dos construtores do chassi que projetam e constroem os carros que competem no Campeonato Mundial de Fórmula Um da FIA (Fédération Internationale de l'Automobile). 
A FOCA foi estabelecida originalmente por Bernie Ecclestone, Frank Williams,  Colin Chapman, Teddy Mayer, Ken Tyrrell, e Max Mosley (um co-fundador da March Engineering), para representar os interesses de suas equipes particulares. Ecclestone tornou-se o principal executivo da organização em 1978, com Mosley no papel de representante legal. Nos anos 80, a organização perdeu suas ligações com as áreas governamentais do esporte. Após encerrar os conflitos nestas áreas Bernie Ecclestone ocupa um papel mais significativo no  esporte com a formação de FOA (Formula One Administration).